# Álgebra de Witt
En matemáticas el complejo llamado álgebra de Witt (en homenaje a quien la estudió: Ernst Witt) es un álgebra de Lie de campos vectoriales meromórficos definidos en la esfera de Riemann  que es holomórfica excepto en dos puntos fijos. También la complejización del álgebra de Lie de campos vectoriales polinómicos sobre un círculo y en el anillo C[z,z−1]. De este modo el álgebra de Witt aparece especialmente en la teoría conforme de campos.

Las Teorías Conformes de Campos (más conocidas por su sigla en inglés CFTs) de dos dimensiones son (en cierto modo) invariantes bajo un grupo de simetría de infinitas dimensiones. Por ejemplo, considérese una CFT en la esfera de Riemann. Tiene las transformaciones de Möbius como el grupo conforme, el cual es isomórfico para la (la dimensión finita) PSL(2,C). Sin embargo, las transformaciones conformes infinitesimales forman un álgebra de infinitas dimensiones, que es la llamada álgebra de Witt y solo los campos primarios (o campos quirales) son invariantes respecto al grupo completo infinitesimal conforme.
Por otra parte, existen algunas álgebras de Lie definidas sobre conjuntos finitos que se denominan también "álgebras de Witt". 
El complejo del cual forma parte esta álgebra fue definido por primera vez en el año 1909 por Élie Cartan siendo sus análisis en campos finitos estudiados especialmente por Witt en los 1930. 
Se debe tener muy en cuenta que: el álgebra Witt no está directamente relacionada con el anillo de Witt  de las formas cuadráticas o con el álgebra de vectores de Witt .

## Bases
Una base para el álgebra Witt está dada por el vector de  campos:
{\displaystyle L_{n}=-z^{n+1}{\frac {\partial }{\partial z}}}, para n en {\displaystyle \mathbb {Z} }.
El corchete de Lie de dos campos vectoriales se da por:

{\displaystyle [L_{m},L_{n}]=(m-n)L_{m+n}.}
Esta álgebra tiene una extensión central llamado álgebra de Virasoro  que es importante en la teoría conforme de campos y la teoría de cuerdas .

## Álgebra de Witt sobre cuerpos finitos
Sobre un campo k  de característica p>0 , el álgebra Witt se define como el álgebra de Lie de las derivaciones del anillo
k[z]/zp
El álgebra Witt es atravesada por  Lm para  −1≤ m ≤ p−2.